# Koroneia
Koroneia (Grieks: Κορώνεια, Latijn: Coronea) was een Griekse stad in Boeotië, gelegen aan de voet van de Laphystiusberg, ten westen van Alalcomenae, op 27 km ten noordwesten van Plataeae. 
Behalve door Xenophon en Pausanias werd de stad ook reeds door Homerus genoemd. Zij zou gesticht geweest zijn door Boeotiërs verdreven uit Thessalië onder aanvoering van Koronaios, een zoon van Athamas. In de buurt bevond zich de tempel van Athena Itonis, waar de Boeotische Bond vergaderde en feestvierde.
Hier leden de Atheners in 447 v.Chr. een zware nederlaag in hun strijd tegen de Boeotiërs in de Eerste Slag bij Coronea. Bekend werd de stad vooral in 394 v.Chr., door de overwinning van Agesilaus II op de Thebanen in de Slag bij Coronea. In 171 v.Chr. werd Koronea door de Romeinen verwoest.

## Referentie
- W. Hazlit, The Classical Gazetteer, London, 1851, p. 121.